# Vitor Hugo (político)
Vitor Hugo Ribeiro Burko (Guarapuava, 5 de outubro de 1962) é um advogado e político brasileiro.

## Biografia
Foi vereador e prefeito do município de Guarapuava no Paraná por dois mandatos entre as gestões de 1997 a 2000 e 2001 a 2004. Foi também presidente do Instituto Ambiental do Paraná.
Foi candidato em 2006 a vice-governador pelo Partido Liberal na chapa encabeçada por Flávio Arns pelo Partido dos Trabalhadores.
Burko foi acusado de contratar funcionários sem concurso em uma fundação municipal, quando era prefeito, sendo condenado por crime de responsabilidade e tendo a suspensão do direito de exercer função pública por cinco anos.